# Le Vernoy
Le Vernoy település Franciaországban, Doubs megyében. Lakosainak száma 180 fő (2022. január 1.). Le Vernoy Champey, Aibre, Désandans, Chavanne, Saulnot és Trémoins községekkel határos.

## Népesség
A település népességének változása:
| Lakosok száma | 76   | 155  | 158  | 132  | 173  | 171  | 168  | 175  | 178  | 180  |
|               | 1968 | 1982 | 1990 | 2006 | 2013 | 2015 | 2017 | 2019 | 2020 | 2022 |